# Інститут всесвітнього спостереження
Інститут всесвітнього спостереження (англ. Worldwatch Institute) розташований у Вашингтоні, округ Колумбія, США. Штат близько 30 співробітників. Головним завданням є ознайомлення широкої громадськості в усьому світі з різними глобальними, в тому числі екологічними проблемами.
Найвідомішою працею інституту є збірка «Стан планети», яку інститут випускає щороку у Вашингтоні. Кожний випуск складається з десяти розділів, які можуть змінюватися від року до року, — наприклад, винищення лісів або глобальне потепління тощо. Збірка публікується 30 мовами в усіх куточках світу.
Партнер Інституту всесвітнього спостереження в Україні — Інститут сталого розвитку в Києві, який готує до друку видання збірки «Стан планети» українською мовою.

## Дивись також
- Аналітичні центри США